# Sami Khedira
Sami Khedira (Stuttgart, 4 april 1987) is een Duits voormalig voetballer die speelde als middenvelder. Hij kwam tussen 2006 en 2021 achtereenvolgens uit voor VfB Stuttgart, Real Madrid, Juventus en Hertha BSC. Khedira was van 2009 tot en met 2018 actief als international van het Duits voetbalelftal, waarvoor hij 77 wedstrijden speelde en 7 keer doeltrof. Zijn zeven jaar jongere broer Rani speelt betaald voetbal.

## Clubcarrière

### VfB Stuttgart
Khedira is de zoon van een Tunesische vader en een Duitse moeder. Hij bezit beide nationaliteiten. Hij debuteerde in het seizoen 2006/07 in het eerste elftal van VfB Stuttgart, waar hij de jeugdopleiding doorliep en waarvoor hij dat jaar 22 competitiewedstrijden speelde. Aan het einde van dat seizoen vierde hij met de club de eerste Duitse landstitel sinds het seizoen 1991/92. In juli 2008 verlengde hij er zijn verbintenis tot aan de zomer van 2011.

### Real Madrid
Khedira diende zijn contract niet uit. Een maand na het wereldkampioenschap voetbal 2010 accepteerde Stuttgart een bod op hem van Real Madrid. Hij tekende er in juli 2010 een vijfjarig contract. In Madrid werd hij in eerste instantie een vaste kracht. Khedira speelde gedurende drie jaar het grootste gedeelte van de competitiewedstrijden en werd één keer Spaans landskampioen. In het seizoen 2013/14 ontbrak Khedira het grootste deel van het seizoen door een knieblessure. In het daaropvolgende seizoen kwam hij nog minder aan spelen toe.

### Juventus
Khedira tekende in juni 2015 een contract tot medio 2019 bij Juventus, dat hem transfervrij overnam. Op 4 oktober 2015 maakte hij zijn debuut in de Serie A, nadat hij enkele dagen eerder reeds in actie was gekomen in een groepswedstrijd in de UEFA Champions League 2015/16 tegen Sevilla FC.

### Hertha BSC
Op 1 februari 2021 tekende Khedira een halfjarig contract bij Hertha BSC. Op 19 mei 2021 kondigde Khedira aan dat hij aan het eind van het seizoen een punt achter zijn actieve carrière zou zetten. Op 22 mei 2021 speelde de middenvelder zijn laatste wedstrijd, een 2-1 uitnederlaag bij TSG 1899 Hoffenheim.

## Clubstatistieken
| Seizoen         | Club            | Competitie       | Competitie | Competitie | Beker | Beker | Internationaal | Internationaal | Overig | Overig | Totaal | Totaal |
| Seizoen         | Club            | Competitie       | Wed.       | Dlp.       | Wed.  | Dlp.  | Wed.           | Dlp.           | Wed.   | Dlp.   | Wed.   | Dlp.   |
| --------------- | --------------- | ---------------- | ---------- | ---------- | ----- | ----- | -------------- | -------------- | ------ | ------ | ------ | ------ |
| 2006/07         | VfB Stuttgart   | Bundesliga       | 22         | 4          | 4     | 0     | –              | –              | –      | –      | 26     | 4      |
| 2007/08         | VfB Stuttgart   | Bundesliga       | 24         | 1          | 4     | 0     | 5              | 0              | –      | –      | 33     | 1      |
| 2008/09         | VfB Stuttgart   | Bundesliga       | 27         | 7          | 2     | 0     | 8              | 0              | –      | –      | 37     | 7      |
| 2009/10         | VfB Stuttgart   | Bundesliga       | 25         | 2          | 2     | 1     | 8              | 0              | –      | –      | 35     | 3      |
| Club totaal     | Club totaal     | Club totaal      | 98         | 14         | 12    | 1     | 21             | 0              | 0      | 0      | 131    | 15     |
| 2010/11         | Real Madrid     | Primera División | 25         | 0          | 7     | 0     | 8              | 0              | –      | –      | 40     | 0      |
| 2011/12         | Real Madrid     | Primera División | 28         | 2          | 4     | 1     | 8              | 1              | 2      | 0      | 42     | 4      |
| 2012/13         | Real Madrid     | Primera División | 25         | 3          | 6     | 1     | 11             | 0              | 2      | 0      | 44     | 4      |
| 2013/14         | Real Madrid     | Primera División | 13         | 1          | 0     | 0     | 5              | 0              | –      | –      | 18     | 1      |
| 2014/15         | Real Madrid     | Primera División | 11         | 0          | 3     | 0     | 3              | 0              | –      | –      | 17     | 0      |
| Club totaal     | Club totaal     | Club totaal      | 102        | 6          | 20    | 2     | 35             | 1              | 4      | 0      | 161    | 9      |
| 2015/16         | Juventus        | Serie A          | 20         | 5          | 1     | 0     | 4              | 0              | –      | –      | 25     | 5      |
| 2016/17         | Juventus        | Serie A          | 31         | 5          | 3     | 0     | 11             | 0              | 1      | 0      | 46     | 5      |
| 2017/18         | Juventus        | Serie A          | 26         | 9          | 4     | 0     | 8              | 0              | 1      | 0      | 39     | 9      |
| 2018/19         | Juventus        | Serie A          | 10         | 2          | 2     | 0     | 4              | 0              | 1      | 0      | 17     | 2      |
| 2019/20         | Juventus        | Serie A          | 12         | 0          | 1     | 0     | 5              | 0              | 0      | 0      | 18     | 0      |
| 2020/21         | Juventus        | Serie A          | 0          | 0          | 0     | 0     | 0              | 0              | 0      | 0      | 0      | 0      |
| Club totaal     | Club totaal     | Club totaal      | 99         | 21         | 11    | 0     | 32             | 0              | 3      | 0      | 145    | 21     |
| 2020/21         | Hertha BSC      | Bundesliga       | 9          | 0          | 0     | 0     | –              | –              | –      | –      | 9      | 0      |
| Club totaal     | Club totaal     | Club totaal      | 9          | 0          | 0     | 0     | 0              | 0              | 0      | 0      | 9      | 0      |
| Carrière totaal | Carrière totaal | Carrière totaal  | 308        | 41         | 43    | 3     | 88             | 1              | 7      | 0      | 446    | 45     |

Bijgewerkt tot en met 22 mei 2021

## Interlandcarrière
Sami Khedira werd vanaf 2007 opgeroepen voor de Duitse selectie onder 21. Daar speelde hij vijftien keer, waarbij hij vijf doelpunten maakte. Hij was aanvoerder van de Duitse ploeg onder 21 die Europees kampioen in 2009 werd. In 2009 werd hij ook voor het eerst opgeroepen voor de nationale hoofdmacht. Daarmee mocht hij een jaar later naar het WK 2010, waar hij alle wedstrijden in de basis stond en in de troostfinale tegen Uruguay de winnende 2–3 voor Duitsland maakte. Hij maakte zijn debuut op 5 september 2009 in de vriendschappelijke thuiswedstrijd tegen Zuid-Afrika (2–0). Hij viel in dat duel na 73 minuten in voor Simon Rolfes. Khedira behoorde tot de Duitse selectie voor het wereldkampioenschap 2014 in Brazilië. Hij speelde vijf wedstrijden op het toernooi en maakte een doelpunt in de halve finale tegen het gastland (1–7). Tijdens de opwarming voor de finale blesseerde hij zich, waardoor hij hieraan niet mee kon doen. Hij zag zijn teamgenoten vanaf de bank het toernooi winnen. Met het Duits elftal nam Khedira in 2016 deel aan het Europees kampioenschap in Frankrijk. Duitsland werd in de halve finale uitgeschakeld door Frankrijk (0–2), na in de eerdere twee knock-outwedstrijden Slowakije (3–0) en Italië (1–1, 6–5 na strafschoppen) te hebben verslagen. Khedira maakte tevens deel uit van de Duitse selectie die de titel verdedigde op het WK 2018 in Rusland. Daar trad hij in de eerste groepswedstrijd tegen Mexico (0-1) aan in de basiself. Bondscoach Joachim Löw voerde na die nederlaag echter vier wijzigingen door in zijn ploeg voor de tweede groepswedstrijd, tegen Zweden (2-1). Khedira was een van de slachtoffers; hij belandde op de bank, net als Mesut Özil. In de laatste groepswedstrijd tegen Zuid-Korea stond Khedira weer in de basis en werd hij na 58 minuten vervangen voor Mario Gomez. Duitsland verloor met 2-0 en sneuvelde voor het eerst in de geschiedenis in de groepsfase van het WK.
| Interlands van Sami Khedira voor Duitsland | Interlands van Sami Khedira voor Duitsland | Interlands van Sami Khedira voor Duitsland | Interlands van Sami Khedira voor Duitsland | Interlands van Sami Khedira voor Duitsland | Interlands van Sami Khedira voor Duitsland |
| №                                          | Datum                                      | Wedstrijd                                  | Uitslag                                    | Competitie                                 | Goals                                      |
| Als speler bij VfB Stuttgart               | Als speler bij VfB Stuttgart               | Als speler bij VfB Stuttgart               | Als speler bij VfB Stuttgart               | Als speler bij VfB Stuttgart               | Als speler bij VfB Stuttgart               |
| ------------------------------------------ | ------------------------------------------ | ------------------------------------------ | ------------------------------------------ | ------------------------------------------ | ------------------------------------------ |
| 1                                          | 5 september 2009                           | Duitsland – Zuid-Afrika                    | 2 – 0                                      | Vriendschappelijk                          |                                            |
| 2                                          | 3 maart 2010                               | Duitsland – Argentinië                     | 0 – 1                                      | Vriendschappelijk                          |                                            |
| 3                                          | 13 mei 2010                                | Duitsland – Malta                          | 3 – 0                                      | Vriendschappelijk                          |                                            |
| 4                                          | 29 mei 2010                                | Hongarije – Duitsland                      | 0 – 3                                      | Vriendschappelijk                          |                                            |
| 5                                          | 3 juni 2010                                | Duitsland – Bosnië en Herz.                | 3 – 1                                      | Vriendschappelijk                          |                                            |
| 6                                          | 13 juni 2010                               | Australië – Duitsland                      | 0 – 4                                      | WK 2010                                    |                                            |
| 7                                          | 18 juni 2010                               | Duitsland – Servië                         | 0 – 1                                      | WK 2010                                    |                                            |
| 8                                          | 23 juni 2010                               | Ghana – Duitsland                          | 0 – 1                                      | WK 2010                                    |                                            |
| 9                                          | 27 juni 2010                               | Duitsland – Engeland                       | 1 – 4                                      | WK 2010                                    |                                            |
| 10                                         | 3 juli 2010                                | Argentinië – Duitsland                     | 0 – 4                                      | WK 2010                                    |                                            |
| 11                                         | 7 juli 2010                                | Duitsland – Spanje                         | 0 – 1                                      | WK 2010                                    |                                            |
| 12                                         | 10 juli 2010                               | Uruguay – Duitsland                        | 2 – 3                                      | WK 2010                                    | 82'                                        |
| Als speler bij Real Madrid                 |                                            |                                            |                                            |                                            |                                            |
| 13                                         | 3 september 2010                           | België – Duitsland                         | 0 – 1                                      | Kwalificatie EK 2012                       |                                            |
| 14                                         | 7 september 2010                           | Duitsland – Azerbeidzjan                   | 6 – 1                                      | Kwalificatie EK 2012                       |                                            |
| 15                                         | 8 oktober 2010                             | Duitsland – Turkije                        | 3 – 0                                      | Kwalificatie EK 2012                       |                                            |
| 16                                         | 12 oktober 2010                            | Kazachstan – Duitsland                     | 0 – 3                                      | Kwalificatie EK 2012                       |                                            |
| 17                                         | 17 november 2010                           | Zweden – Duitsland                         | 0 – 0                                      | Vriendschappelijk                          |                                            |
| 18                                         | 9 februari 2011                            | Duitsland – Italië                         | 1 – 1                                      | Vriendschappelijk                          |                                            |
| 19                                         | 26 maart 2011                              | Duitsland – Kazachstan                     | 4 – 0                                      | Kwalificatie EK 2012                       |                                            |
| 20                                         | 3 juni 2011                                | Oostenrijk – Duitsland                     | 1 – 2                                      | Kwalificatie EK 2012                       |                                            |
| 21                                         | 7 oktober 2011                             | Turkije – Duitsland                        | 1 – 3                                      | Kwalificatie EK 2012                       |                                            |
| 22                                         | 11 oktober 2011                            | Duitsland – België                         | 3 – 1                                      | Kwalificatie EK 2012                       |                                            |
| 23                                         | 11 november 2011                           | Oekraïne – Duitsland                       | 3 – 3                                      | Vriendschappelijk                          |                                            |
| 24                                         | 15 november 2011                           | Duitsland – Nederland                      | 3 – 0                                      | Vriendschappelijk                          |                                            |
| 25                                         | 29 februari 2012                           | Duitsland – Frankrijk                      | 1 – 2                                      | Vriendschappelijk                          |                                            |
| 26                                         | 26 mei 2012                                | Zwitserland – Duitsland                    | 5 – 3                                      | Vriendschappelijk                          |                                            |
| 27                                         | 31 mei 2012                                | Duitsland – Israël                         | 2 – 0                                      | Vriendschappelijk                          |                                            |
| 28                                         | 9 juni 2012                                | Duitsland – Portugal                       | 1 – 0                                      | EK 2012                                    |                                            |
| 29                                         | 13 juni 2012                               | Nederland – Duitsland                      | 1 – 2                                      | EK 2012                                    |                                            |
| 30                                         | 17 juni 2012                               | Denemarken – Duitsland                     | 1 – 2                                      | EK 2012                                    |                                            |
| 31                                         | 22 juni 2012                               | Duitsland – Griekenland                    | 4 – 2                                      | EK 2012                                    | 61'                                        |
| 32                                         | 28 juni 2012                               | Duitsland – Italië                         | 1 – 2                                      | EK 2012                                    |                                            |
| 33                                         | 15 augustus 2012                           | Duitsland – Argentinië                     | 1 – 3                                      | Vriendschappelijk                          |                                            |
| 34                                         | 7 september 2012                           | Duitsland – Faeröer                        | 3 – 0                                      | Kwalificatie WK 2014                       |                                            |
| 35                                         | 11 september 2012                          | Oostenrijk – Duitsland                     | 1 – 2                                      | Kwalificatie WK 2014                       |                                            |
| 36                                         | 12 oktober 2012                            | Ierland – Duitsland                        | 1 – 6                                      | Kwalificatie WK 2014                       |                                            |
| 37                                         | 6 februari 2013                            | Frankrijk – Duitsland                      | 1 – 2                                      | Vriendschappelijk                          | 74'                                        |
| 38                                         | 22 maart 2013                              | Kazachstan – Duitsland                     | 0 – 3                                      | Kwalificatie WK 2014                       |                                            |
| 39                                         | 26 maart 2013                              | Duitsland – Kazachstan                     | 4 – 1                                      | Kwalificatie WK 2014                       |                                            |
| 40                                         | 14 augustus 2013                           | Duitsland – Paraguay                       | 3 – 3                                      | Vriendschappelijk                          |                                            |
| 41                                         | 6 september 2013                           | Duitsland – Oostenrijk                     | 3 – 0                                      | Kwalificatie WK 2014                       |                                            |
| 42                                         | 10 september 2013                          | Faeröer – Duitsland                        | 0 – 3                                      | Kwalificatie WK 2014                       |                                            |
| 43                                         | 11 oktober 2013                            | Duitsland – Ierland                        | 3 – 0                                      | Kwalificatie WK 2014                       | 12'                                        |
| 44                                         | 15 november 2013                           | Italië – Duitsland                         | 1 – 1                                      | Vriendschappelijk                          |                                            |
| 45                                         | 1 juni 2014                                | Duitsland – Kameroen                       | 2 – 2                                      | Vriendschappelijk                          |                                            |
| 46                                         | 6 juni 2014                                | Duitsland – Armenië                        | 6 – 1                                      | Vriendschappelijk                          |                                            |
| 47                                         | 16 juni 2014                               | Duitsland – Portugal                       | 4 – 0                                      | WK 2014                                    |                                            |
| 48                                         | 21 juni 2014                               | Ghana – Duitsland                          | 2 – 2                                      | WK 2014                                    |                                            |
| 49                                         | 30 juni 2014                               | Duitsland – Algerije                       | 2 - 1                                      | WK 2014                                    |                                            |
| 50                                         | 4 juli 2014                                | Frankrijk – Duitsland                      | 0 – 1                                      | WK 2014                                    |                                            |
| 51                                         | 8 juli 2014                                | Brazilië – Duitsland                       | 1 – 7                                      | WK 2014                                    | 29'                                        |
| 52                                         | 14 november 2014                           | Duitsland – Gibraltar                      | 4 – 0                                      | Kwalificatie EK 2016                       |                                            |
| 53                                         | 18 november 2014                           | Spanje – Duitsland                         | 0 – 1                                      | Vriendschappelijk                          |                                            |
| 54                                         | 25 maart 2015                              | Duitsland – Australië                      | 2 – 2                                      | Vriendschappelijk                          |                                            |
| 55                                         | 10 juni 2015                               | Duitsland – Verenigde Staten               | 1 – 2                                      | Vriendschappelijk                          |                                            |
| 56                                         | 13 juni 2015                               | Gibraltar – Duitsland                      | 0 – 7                                      | Kwalificatie EK 2016                       |                                            |
| Als speler bij Juventus                    |                                            |                                            |                                            |                                            |                                            |
| 57                                         | 13 november 2015                           | Frankrijk – Duitsland                      | 2 – 0                                      | Vriendschappelijk                          |                                            |
| 58                                         | 26 maart 2016                              | Duitsland – Engeland                       | 2 – 3                                      | Vriendschappelijk                          |                                            |
| 59                                         | 29 mei 2016                                | Duitsland – Slowakije                      | 1 – 3                                      | Vriendschappelijk                          |                                            |
| 60                                         | 4 juni 2016                                | Duitsland – Hongarije                      | 2 – 0                                      | Vriendschappelijk                          |                                            |
| 61                                         | 12 juni 2016                               | Duitsland – Oekraïne                       | 2 – 0                                      | EK 2016                                    |                                            |
| 62                                         | 16 juni 2016                               | Duitsland – Polen                          | 0 – 0                                      | EK 2016                                    |                                            |
| 63                                         | 21 juni 2016                               | Noord-Ierland – Duitsland                  | 0 – 1                                      | EK 2016                                    |                                            |
| 64                                         | 26 juni 2016                               | Duitsland – Slowakije                      | 3 – 0                                      | EK 2016                                    |                                            |
| 65                                         | 2 juli 2016                                | Duitsland – Italië                         | 1 – 1                                      | EK 2016                                    |                                            |
| 66                                         | 4 september 2016                           | Noorwegen – Duitsland                      | 0 – 3                                      | Kwalificatie WK 2018                       |                                            |
| 67                                         | 8 oktober 2016                             | Duitsland – Tsjechië                       | 3 – 0                                      | Kwalificatie WK 2018                       |                                            |
| 68                                         | 11 oktober 2016                            | Duitsland – Noord-Ierland                  | 2 – 0                                      | Kwalificatie WK 2018                       | 17'                                        |
| 69                                         | 11 november 2016                           | San Marino – Duitsland                     | 0 – 8                                      | Kwalificatie WK 2018                       | 7'                                         |
| 70                                         | 26 maart 2017                              | Azerbeidzjan – Duitsland                   | 1 – 4                                      | Kwalificatie WK 2018                       |                                            |
| 71                                         | 4 september 2017                           | Duitsland – Noorwegen                      | 6 – 0                                      | Kwalificatie WK 2018                       |                                            |
| 72                                         | 14 november 2017                           | Duitsland – Frankrijk                      | 2 – 2                                      | Vriendschappelijk                          |                                            |
| 73                                         | 23 maart 2018                              | Duitsland – Spanje                         | 1 – 1                                      | Vriendschappelijk                          |                                            |
| 74                                         | 2 juni 2018                                | Oostenrijk – Duitsland                     | 2 – 1                                      | Vriendschappelijk                          |                                            |
| 75                                         | 8 juni 2018                                | Duitsland – Saoedi-Arabië                  | 2 – 1                                      | Vriendschappelijk                          |                                            |
| 76                                         | 17 juni 2018                               | Duitsland – Mexico                         | 0 - 1                                      | WK 2018                                    |                                            |
| 77                                         | 17 juni 2018                               | Zuid-Korea – Duitsland                     | 2 – 0                                      | WK 2018                                    |                                            |

Bijgewerkt tot en met 15 september 2018.

## Erelijst
| Competitie                  |               |                                             |               |               |
| Competitie                  | Aantal        | Jaren                                       |               |               |
| VfB Stuttgart               | VfB Stuttgart | VfB Stuttgart                               | VfB Stuttgart | VfB Stuttgart |
| --------------------------- | ------------- | ------------------------------------------- | ------------- | ------------- |
| Bundesliga                  | 1x            | 2006/07                                     |               |               |
| Real Madrid                 |               |                                             |               |               |
| UEFA Champions League       | 1x            | 2013/14                                     |               |               |
| UEFA Super Cup              | 1x            | 2014                                        |               |               |
| FIFA WK voor clubs          | 1x            | 2014                                        |               |               |
| Primera División            | 1x            | 2011/12                                     |               |               |
| Copa del Rey                | 2x            | 2010/11, 2013/14                            |               |               |
| Supercopa de España         | 1x            | 2012                                        |               |               |
| Juventus                    |               |                                             |               |               |
| Serie A                     | 5x            | 2015/16, 2016/17, 2017/18, 2018/19, 2019/20 |               |               |
| Coppa Italia                | 3x            | 2015/16, 2016/17, 2017/18                   |               |               |
| Supercoppa Italiana         | 2x            | 2018, 2020                                  |               |               |
| Duitsland                   |               |                                             |               |               |
| Wereldkampioenschap voetbal | 1x            | 2014                                        |               |               |

## Bestuurlijke carrière
Tot in het voorjaar van 2023 volgt Khedira de  UEFA-managementopleiding Executive Master for International Players (MIP).
1 Neuer ·
2 Jansen ·
3 Friedrich ·
4 Aogo ·
5 Taşçı ·
6 Khedira ·
7 Schweinsteiger ·
8 Özil ·
9 Kießling ·
10 Podolski ·
11 Klose ·
12 Wiese ·
13 Müller ·
14 Badstuber ·
15 Trochowski ·
16 Lahm  ·
17 Mertesacker ·
18 Kroos ·
19 Cacau ·
20 Boateng ·
21 Marin ·
22 Butt ·
23 Gómez ·
Coach: Löw
1 Neuer ·
2 Gündoğan ·
3 Schmelzer ·
4 Höwedes ·
5 Hummels ·
6 Khedira ·
7 Schweinsteiger ·
8 Özil ·
9 Schürrle ·
10 Podolski ·
11 Klose ·
12 Wiese ·
13 Müller ·
14 Badstuber ·
15 Bender ·
16 Lahm  ·
17 Mertesacker ·
18 Kroos ·
19 Götze ·
20 Boateng ·
21 Reus ·
22 Zieler ·
23 Gómez ·
Coach: Löw
1 Neuer ·
2 Großkreutz ·
3 Ginter ·
4 Höwedes ·
5 Hummels ·
6 Khedira ·
7 Schweinsteiger ·
8 Özil ·
9 Schürrle ·
10 Podolski ·
11 Klose ·
12 Zieler ·
13 Müller ·
14 Draxler ·
15 Durm ·
16 Lahm  ·
17 Mertesacker ·
18 Kroos ·
19 Götze ·
20 Boateng ·
21 Mustafi ·
22 Weidenfeller ·
23 Kramer ·
Coach: Löw
1 Neuer ·
2 Mustafi ·
3 Hector ·
4 Höwedes ·
5 Hummels ·
6 Khedira ·
7 Schweinsteiger  ·
8 Özil ·
9 Schürrle ·
10 Podolski ·
11 Draxler ·
12 Leno ·
13 Müller ·
14 Emre Can ·
15 Weigl ·
16 Tah ·
17 Boateng ·
18 Kroos ·
19 Götze ·
20 Sané ·
21 Kimmich ·
22 Ter Stegen ·
23 Gómez ·
Coach: Löw
1 Neuer  ·
2 Plattenhardt ·
3 Hector ·
4 Ginter ·
5 Hummels ·
6 Khedira ·
7 Draxler ·
8 Kroos ·
9 Werner ·
10 Özil ·
11 Reus ·
12 Trapp ·
13 Müller ·
14 Goretzka ·
15 Süle ·
16 Rüdiger ·
17 Boateng ·
18 Kimmich ·
19 Rudy ·
20 Brandt ·
21 Gündoğan ·
22 Ter Stegen ·
23 Gómez ·
Coach: Löw